# Château Frontenac
Pour les articles homonymes, voir Frontenac.
Le Château Frontenac est un hôtel de luxe historique situé à Québec. Il est situé dans le quartier du Vieux-Québec surplombant le fleuve Saint-Laurent depuis la terrasse Dufferin. Construit en 1892 et inauguré en 1893, il a été désigné lieu historique national du Canada en 1981. L'hôtel est de style Château, inspiré notamment de la Renaissance française (en 1457) et des châteaux de la Loire.
L'établissement de 5 étoiles est maintenant exploité et dirigé par la compagnie hôtelière Fairmont Hotels and Resorts.

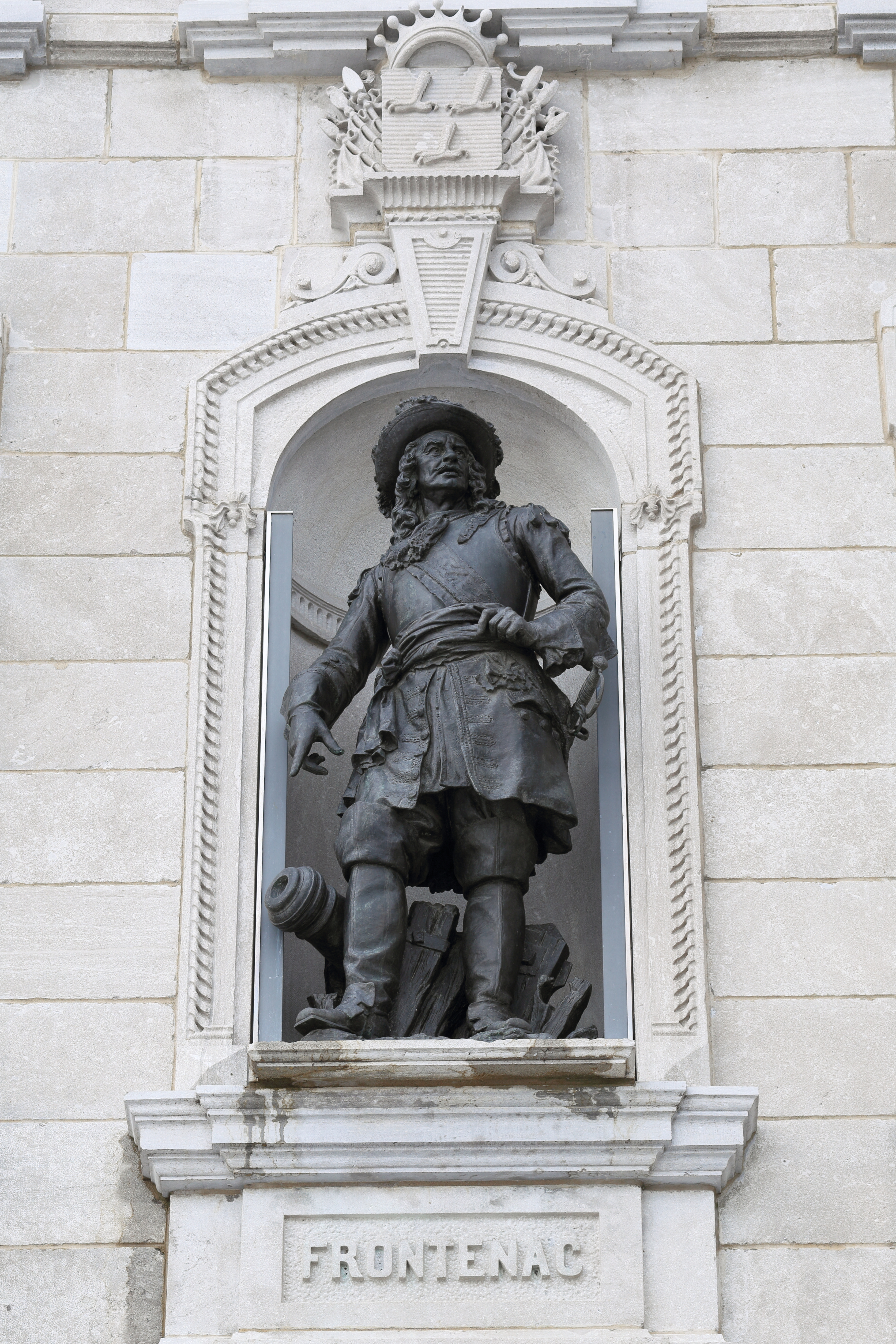
La statue de Louis de Buade de Frontenac sur la façade de l'hôtel du Parlement de Québec.

## Situation

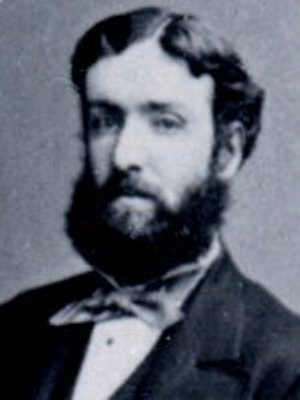
L'architecte Bruce Price.

Le Château Frontenac a été nommé ainsi en l'honneur de Louis de Buade de Frontenac, qui fut gouverneur de Nouvelle-France de 1672 à 1682 et de 1689 à 1698.
L'hôtel est situé dans la Haute-Ville de l'arrondissement historique du Vieux-Québec. Il domine le cap Diamant et sa situation sur la terrasse Dufferin offre un panorama sur le fleuve Saint-Laurent. Outre la terrasse, l'hôtel est bordé au nord par la rue Saint-Louis et au sud par la rue Mont-Carmel ; d'autres bâtiments occupent le même quadrilatère fermé par la rue Haldimand à l'ouest. La place d'Armes s'étend au nord et la place des Gouverneurs au sud. La rue des carrières et la terrasse Dufferin relient le château à la citadelle de Québec, au sud. Face au château, un funiculaire relie le quartier Petit Champlain.
Le château a été construit non loin du lieu historique de la citadelle de Québec, à l'emplacement de l'ancien château Haldimand et à côté de la terrasse Dufferin recouvrant le site archéologique du fort et du château Saint-Louis.

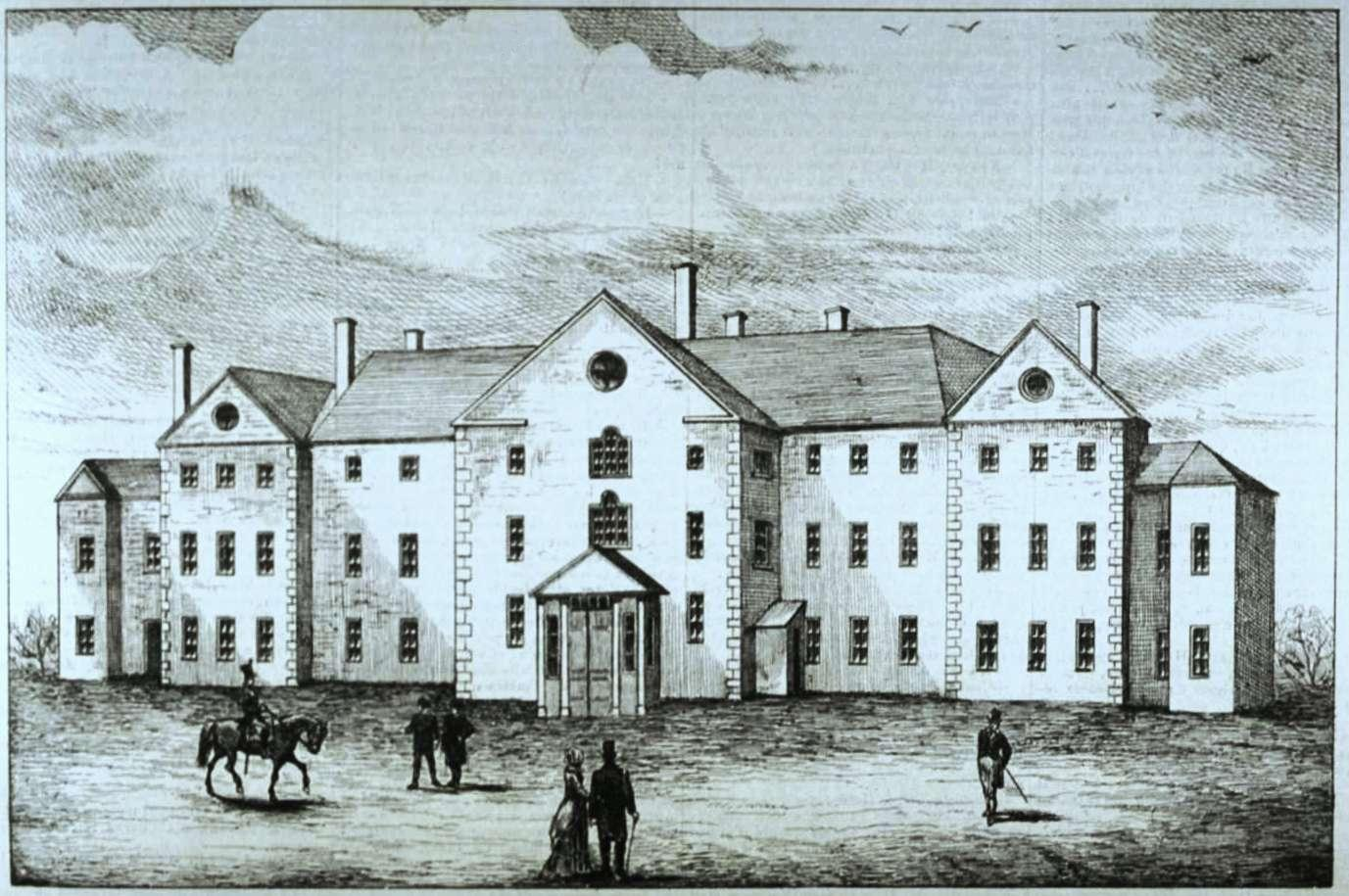
Le château Saint-Louis.
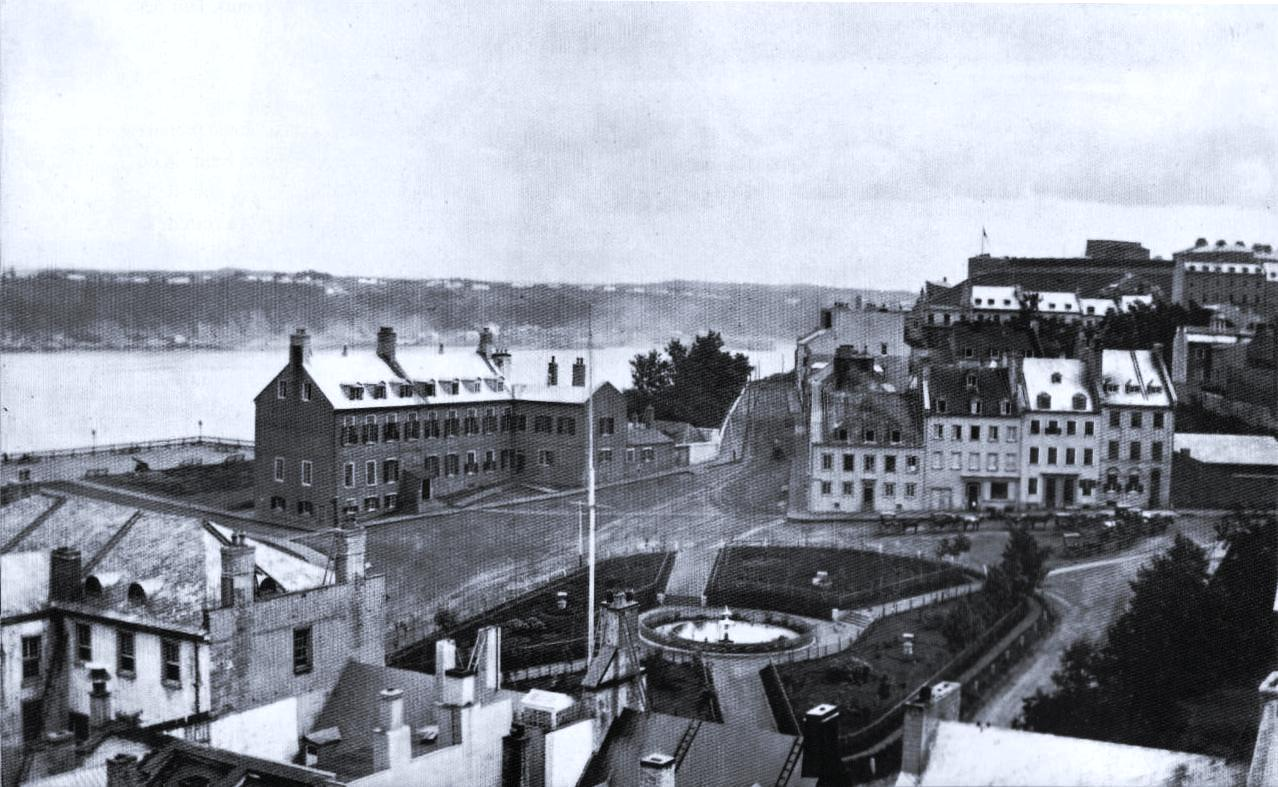
La place d'Armes et le futur site du château Frontenac, en 1866.
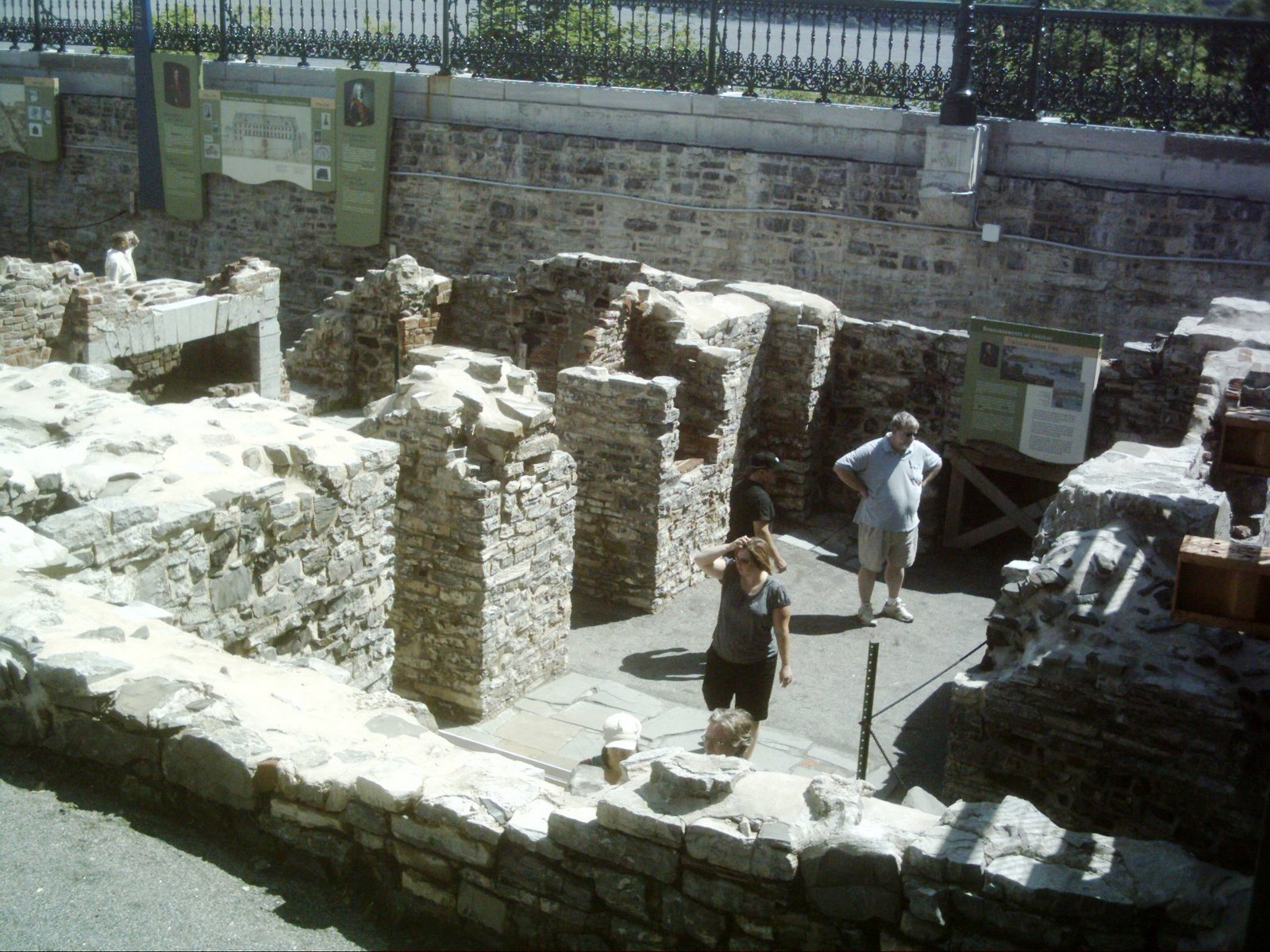
Les vestiges du château Saint-Louis.
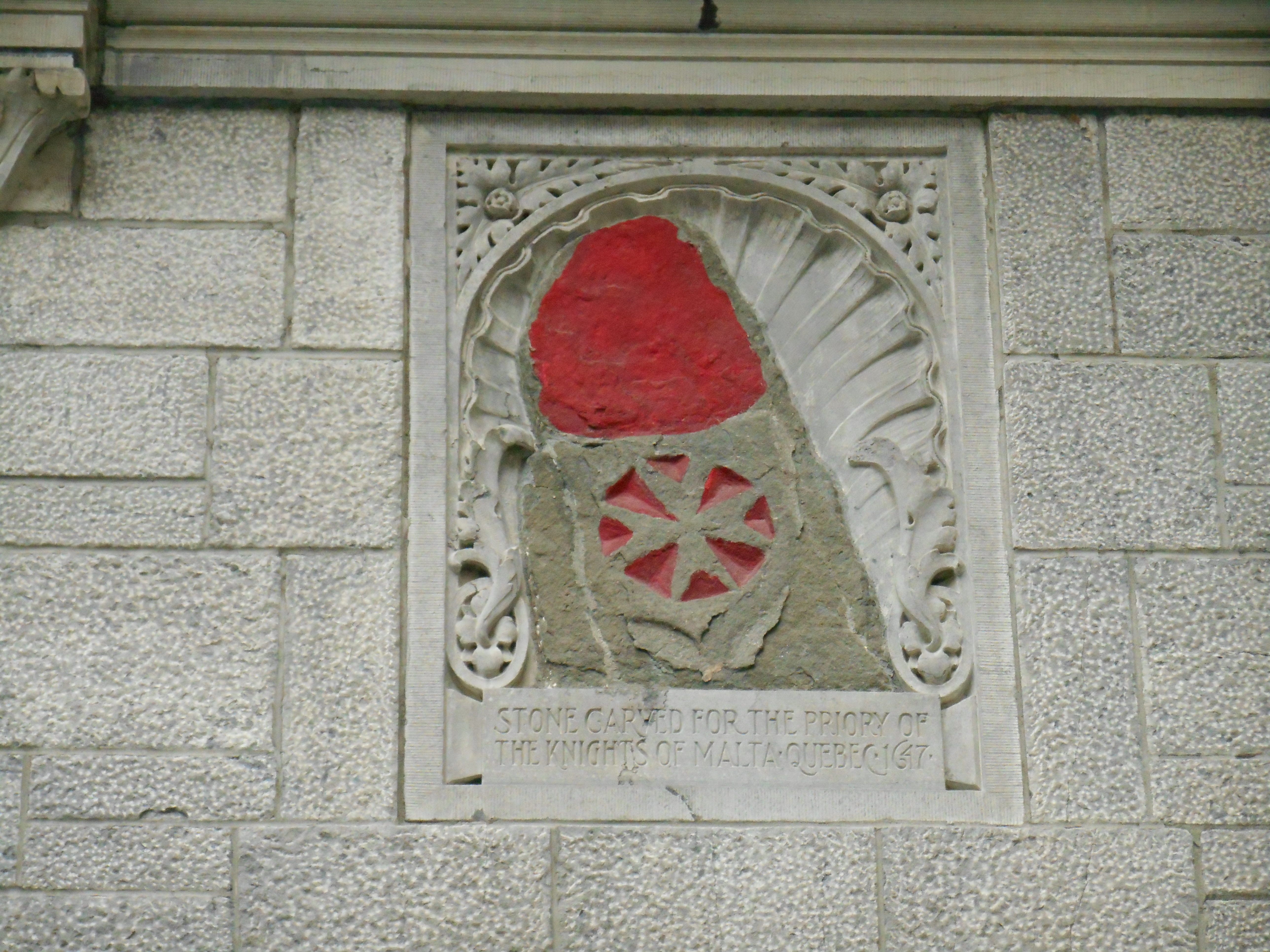
Pierre à l'effigie des Hospitaliers de l'ordre de Saint-Jean de Jérusalem et venant du site du château Saint-Louis.
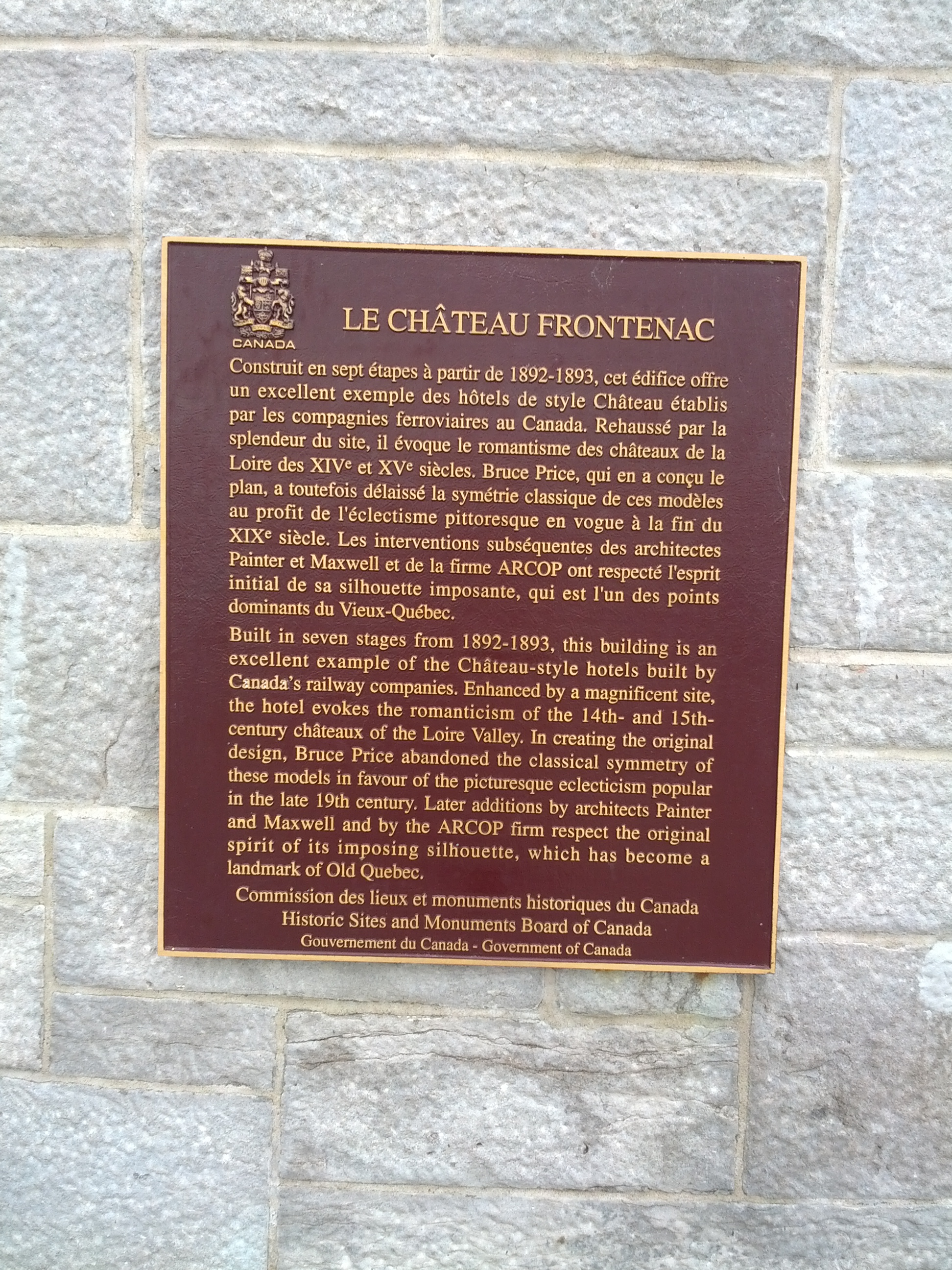
Plaque de la commission des lieux et monuments historiques du Canada.
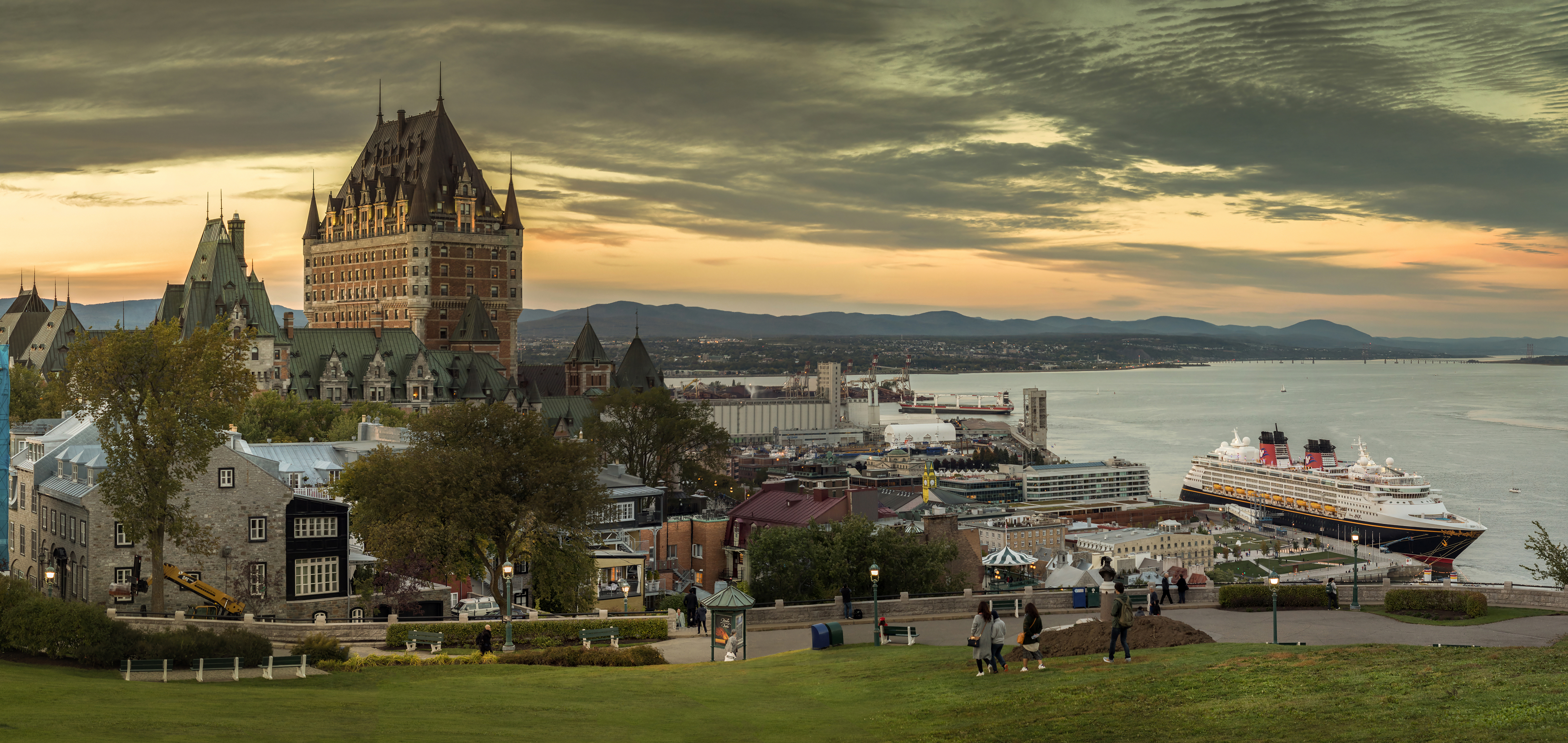
Le château Frontenac au bord du fleuve. Septembre 2018.
Le château Frontenac juste après une pluie verglaçante. Décembre 2018.
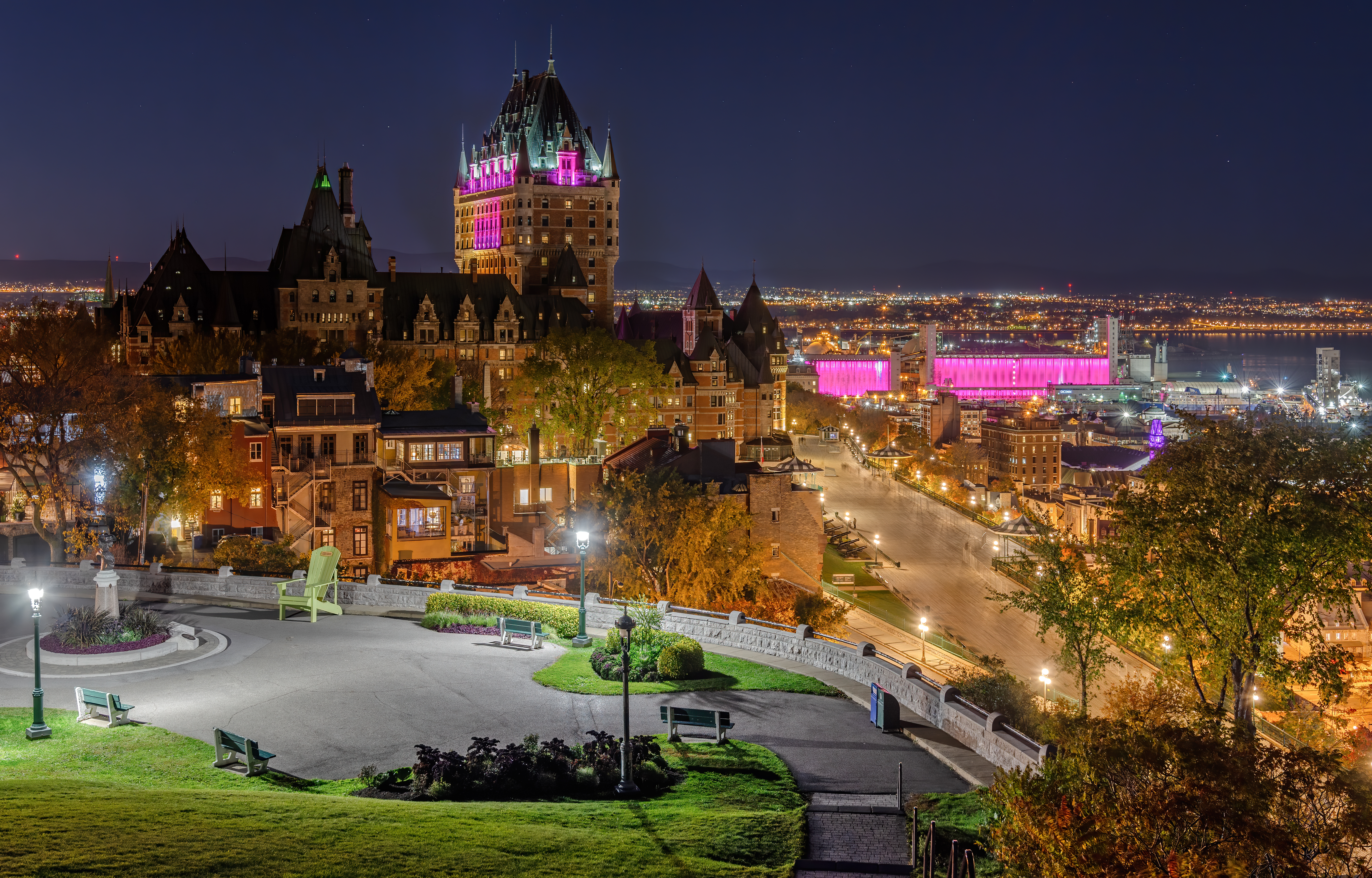
Le château Frontenac de nuit. Juin 2020.
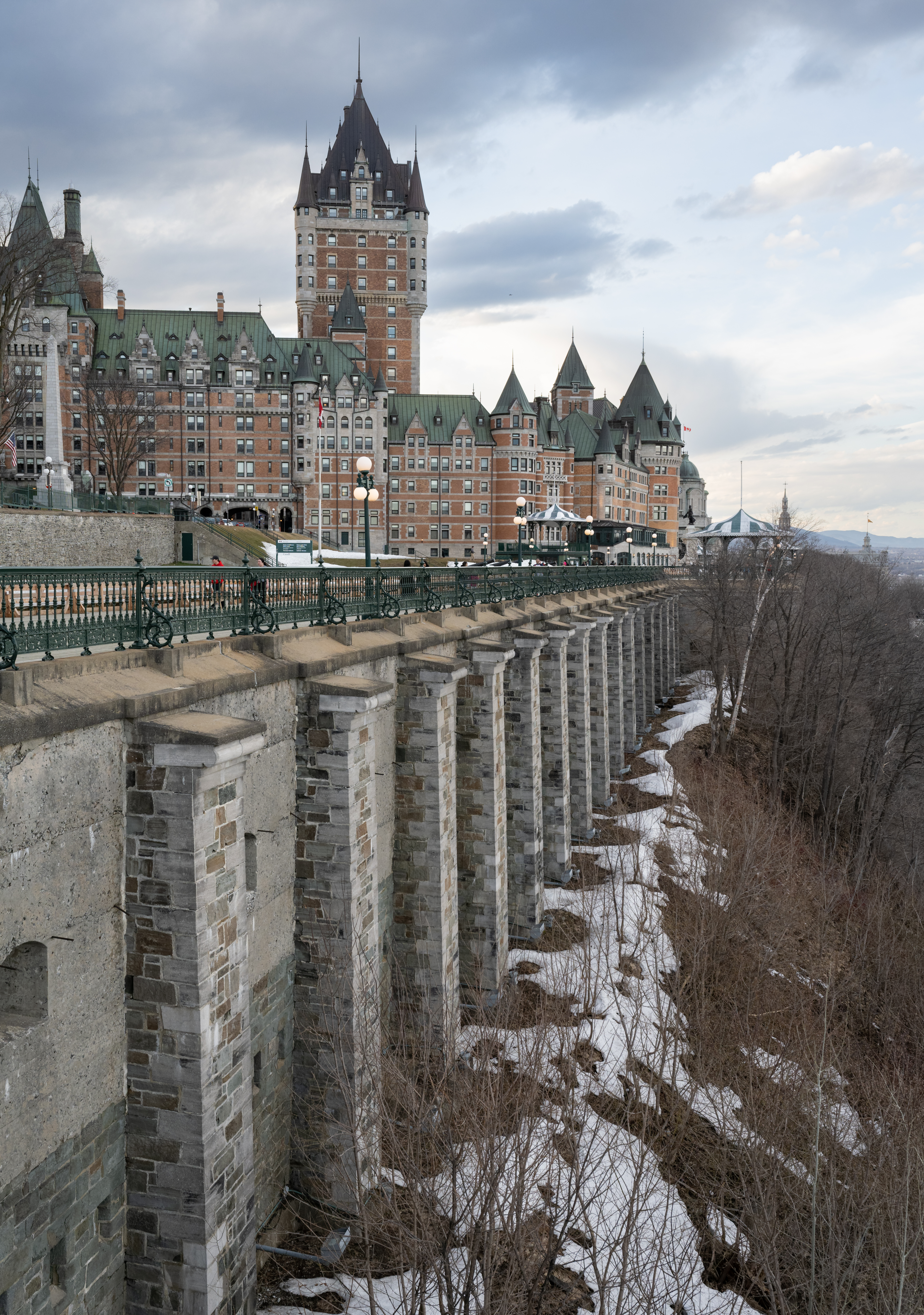
En bordure du château Frontenac. Avril 2022.

## Histoire

### Origines
Le Château Frontenac est le deuxième d'une longue série d'hôtels de style « château » construits par les compagnies ferroviaires canadiennes à la fin du XIXe siècle et au début du XXe siècle afin de populariser les voyages par train ; ces hôtels sont en fait devenus des symboles nationaux par leur élégance et leur confort.
À la fin du XIXe siècle, la ville de Québec désire se doter d'un grand hôtel. En 1890, l'architecte Eugène-Étienne Taché, à qui l'on doit notamment l'Assemblée nationale du Québec, présente son avant-projet du Fortress Hotel, édifice imposant comprenant un hôtel de luxe et un grand opéra, dont le plan symétrique flanqué de trois tours rondes rappelle les châteaux français.
La première phase de la construction du Château Frontenac, commandé par le chemin de fer Canadien Pacifique, commence en 1892. Le projet retenu est celui de l'architecte américain Bruce Price, qui avait déjà réalisé la gare Windsor de Montréal.
Bruce Price s’inspire du projet Fortress Hotel d'Eugène-Étienne Taché, mais s'écartant de la composition classique de Taché, Bruce Price, dans l’esprit des fortifications de Lord Dufferin et de William Lynn, tire une part de son caractère et de sa silhouette en optant pour un plan en fer à cheval. « Le site, écrit-il, fut une inspiration. »
Dès le début du projet, Bruce Price a conçu un édifice qui puisse être agrandi par des additions successives, et l'hôtel sera l'objet d'agrandissements en 1897, 1908, 1920, et 1990.
Les travaux de l'aile Riverview (littéralement « Vue-sur-le-fleuve ») sont terminés en 1893 et l'hôtel connaît un succès immédiat.
L'aile Citadelle est ajoutée en 1899. L'aile Mont-Carmel est construite de 1908 à 1909 selon les plans de W.S. Painter,. L'hôtel est à nouveau agrandi en 1919. L'aile Saint-Louis et la tour centrale sont ajoutées entre 1920 et 1924 selon les plans des frères Edward et William Sutherland Maxwell. L'hôtel est endommagé dans un incendie en 1926, mais l'intérieur est reconstruit peu après

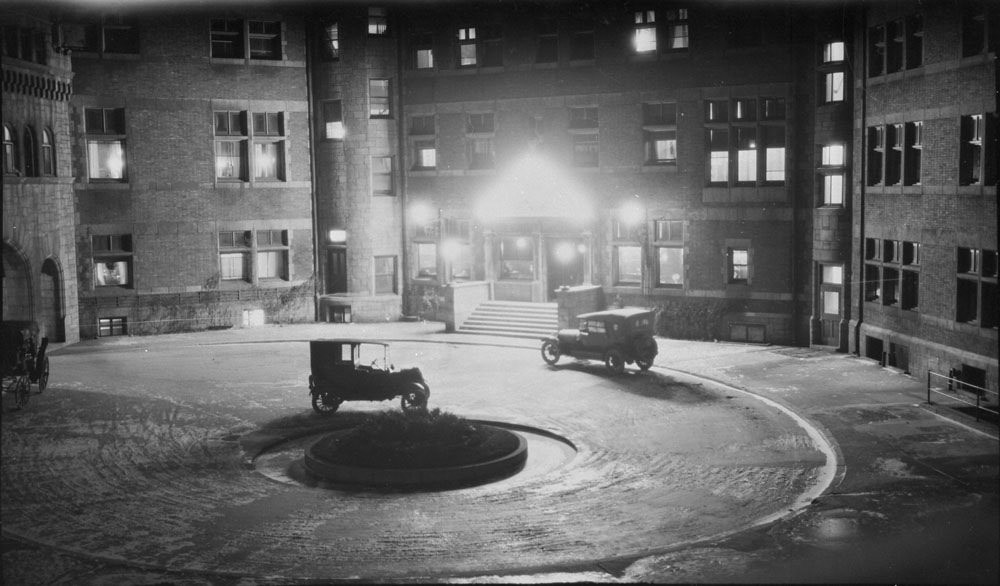
Cour intérieure du Château Frontenac en 1918.
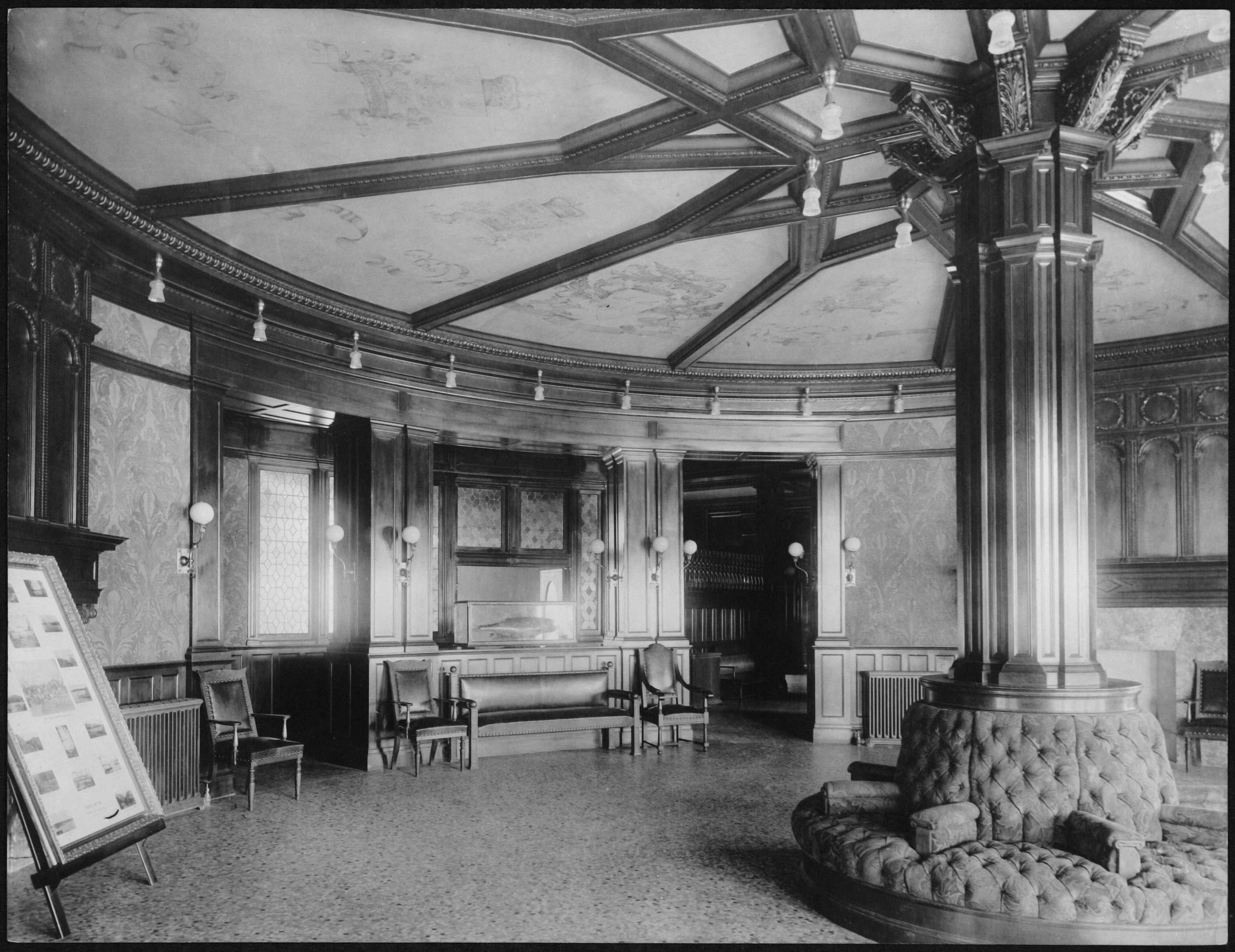
Intérieur du Château Frontenac, vers 1900.
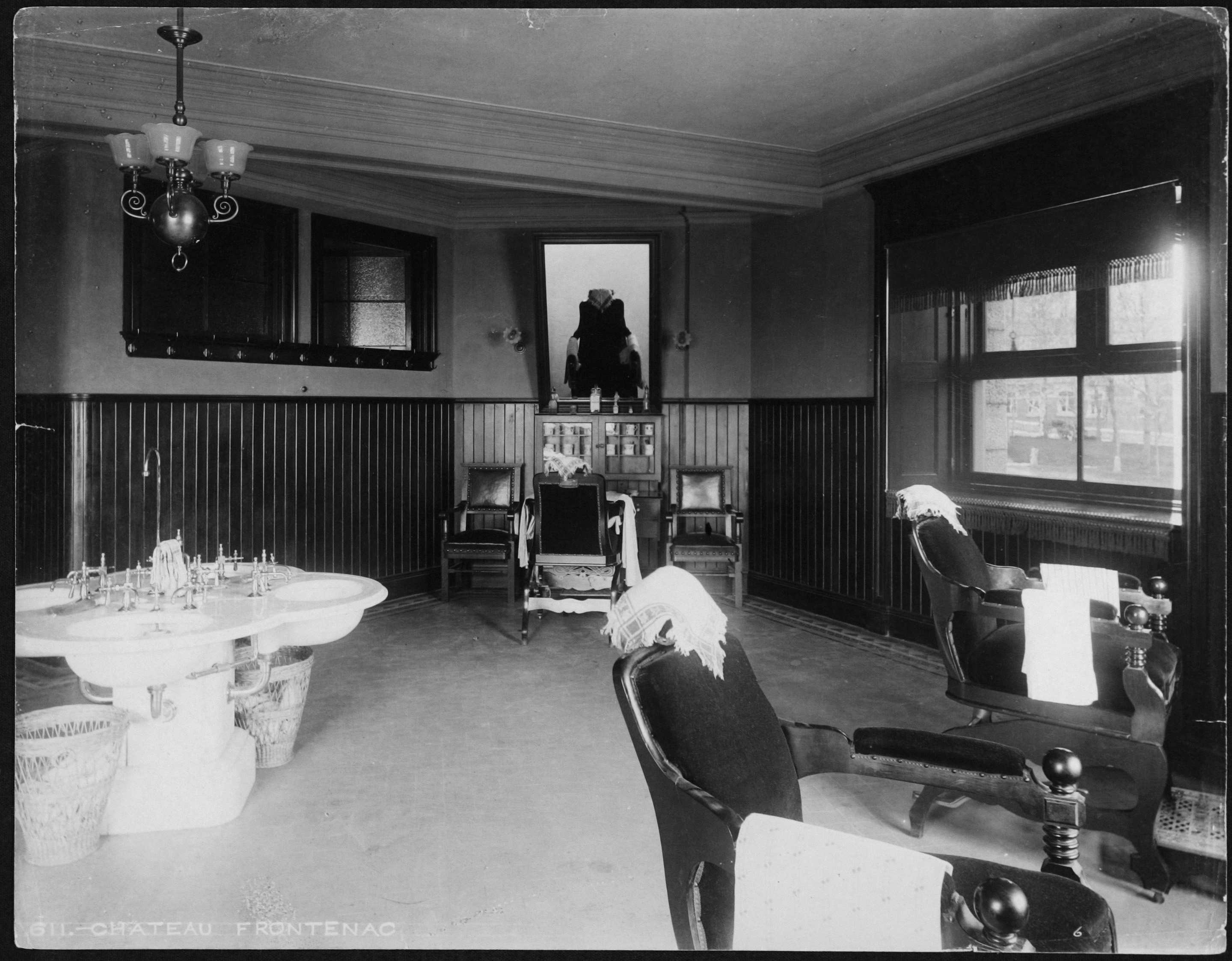
Intérieur du Château Frontenac, vers 1900.
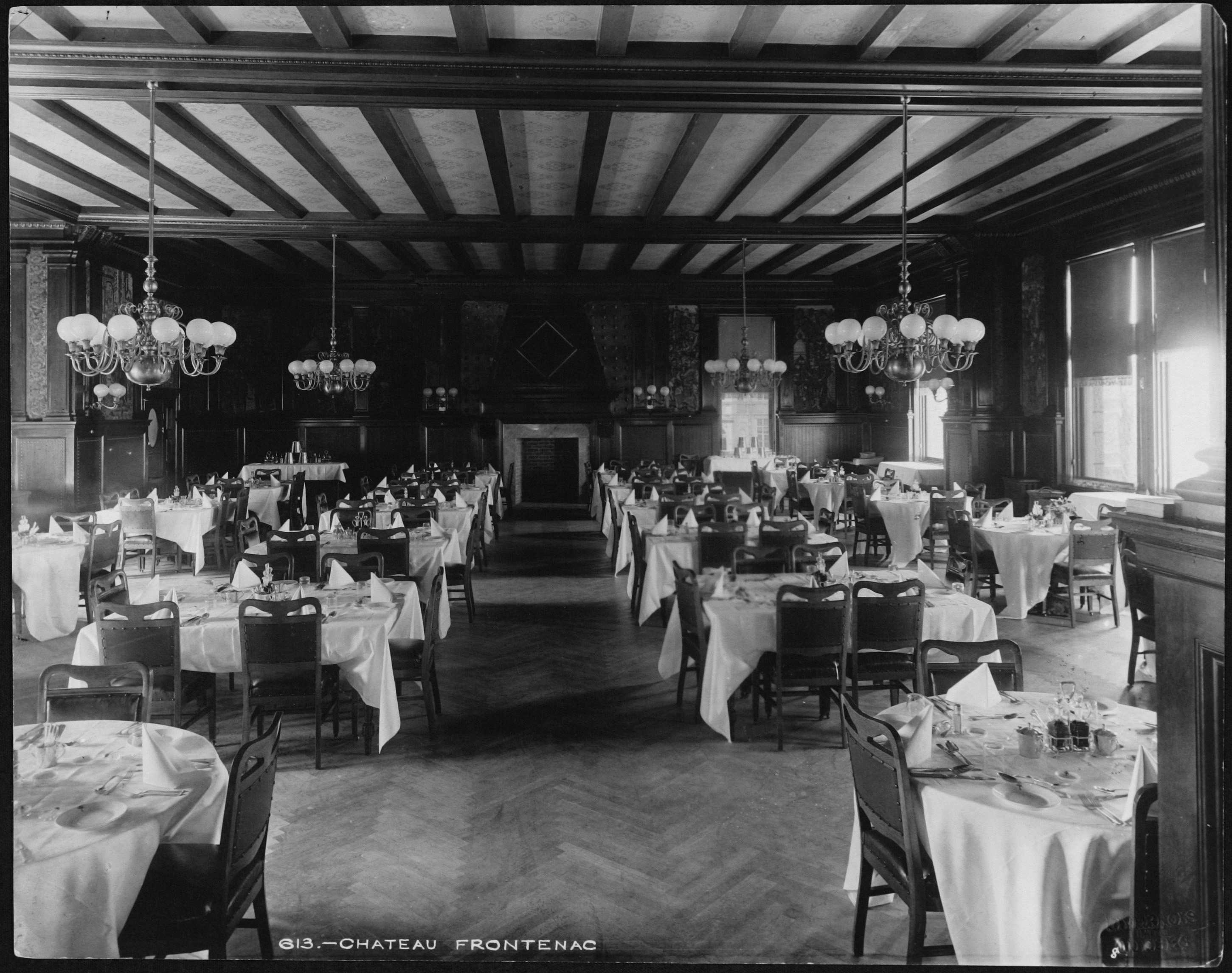
Intérieur du Château Frontenac, vers 1900.
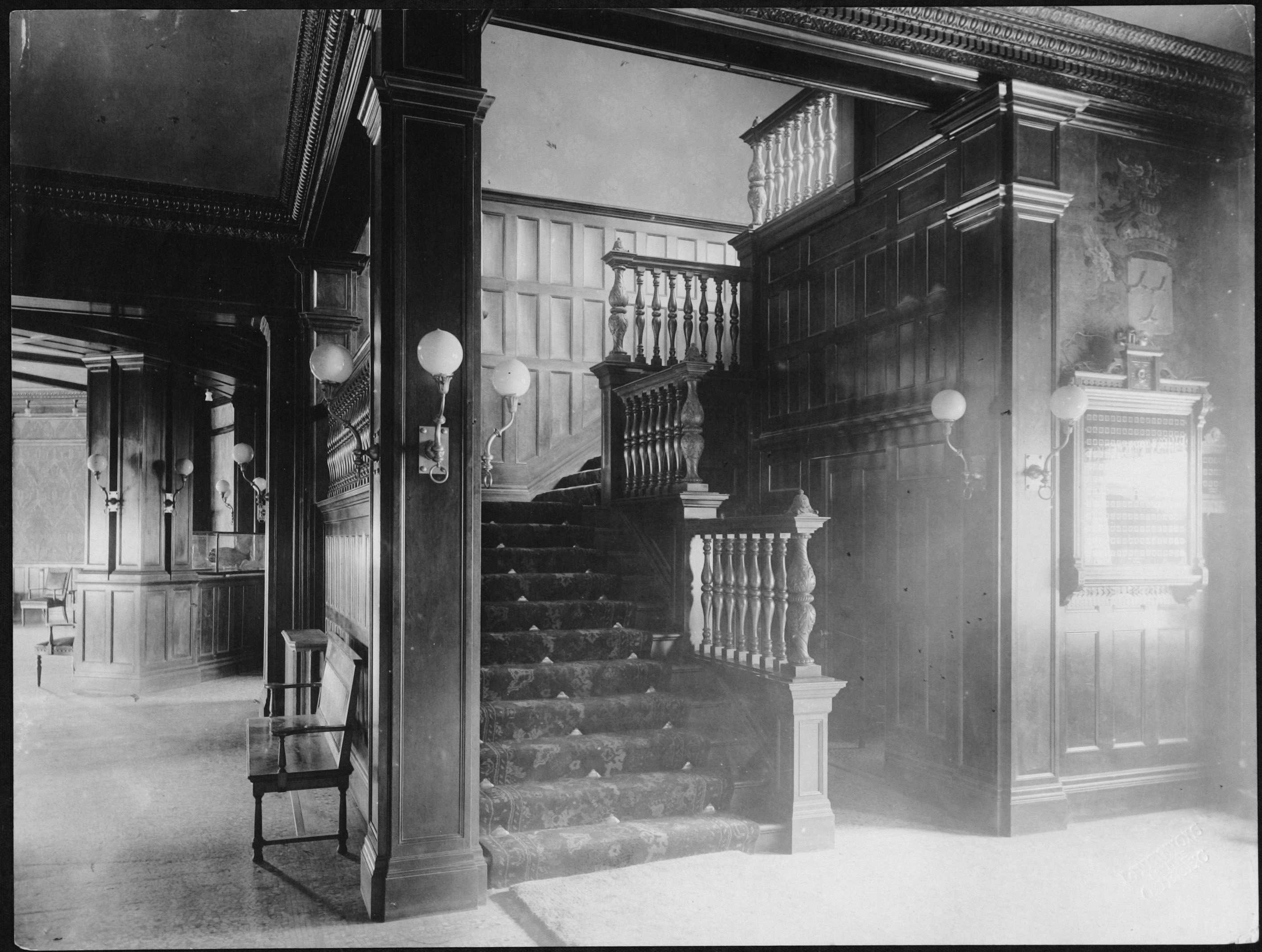
Intérieur du Château Frontenac, vers 1900.
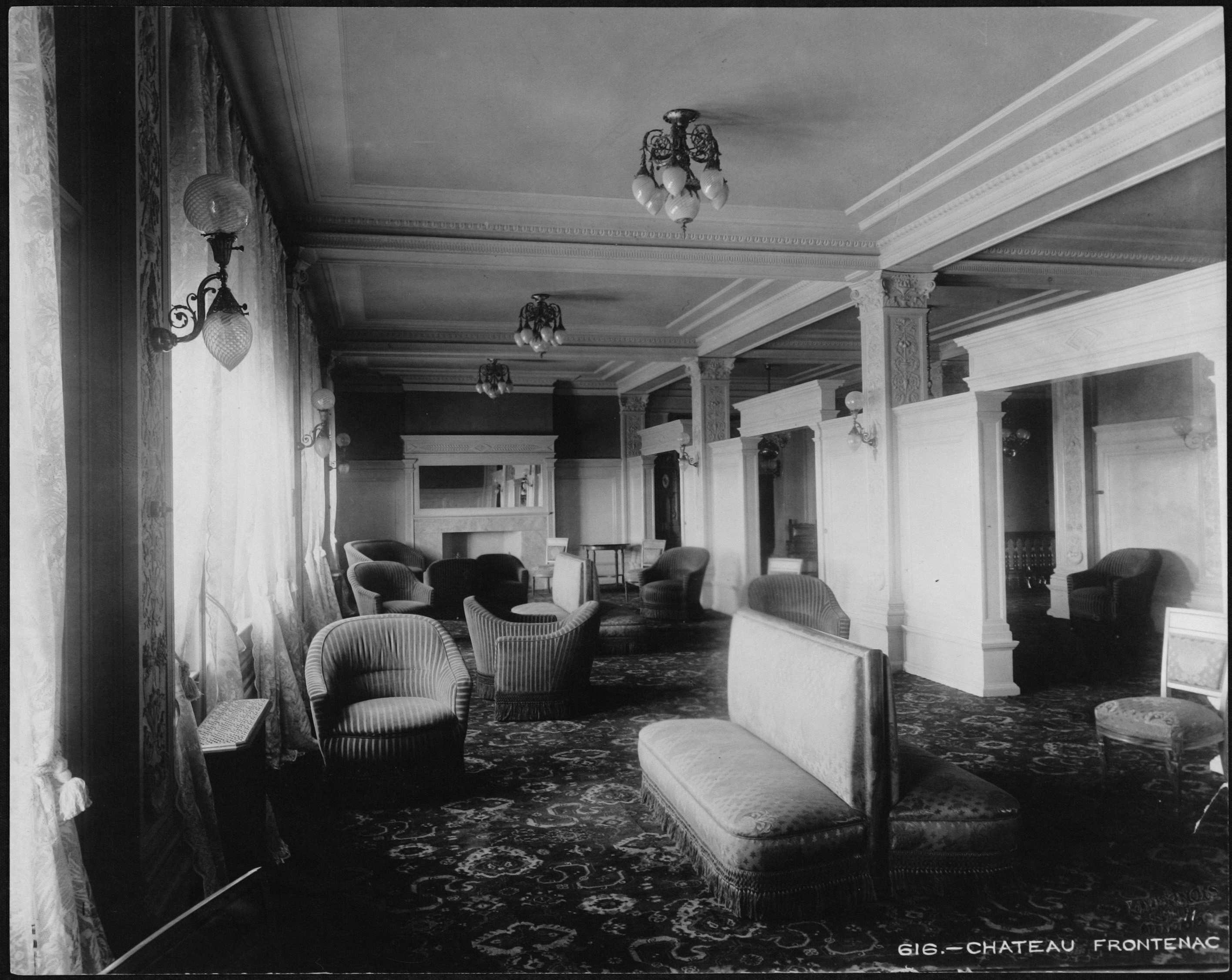
Intérieur du Château Frontenac, vers 1900.
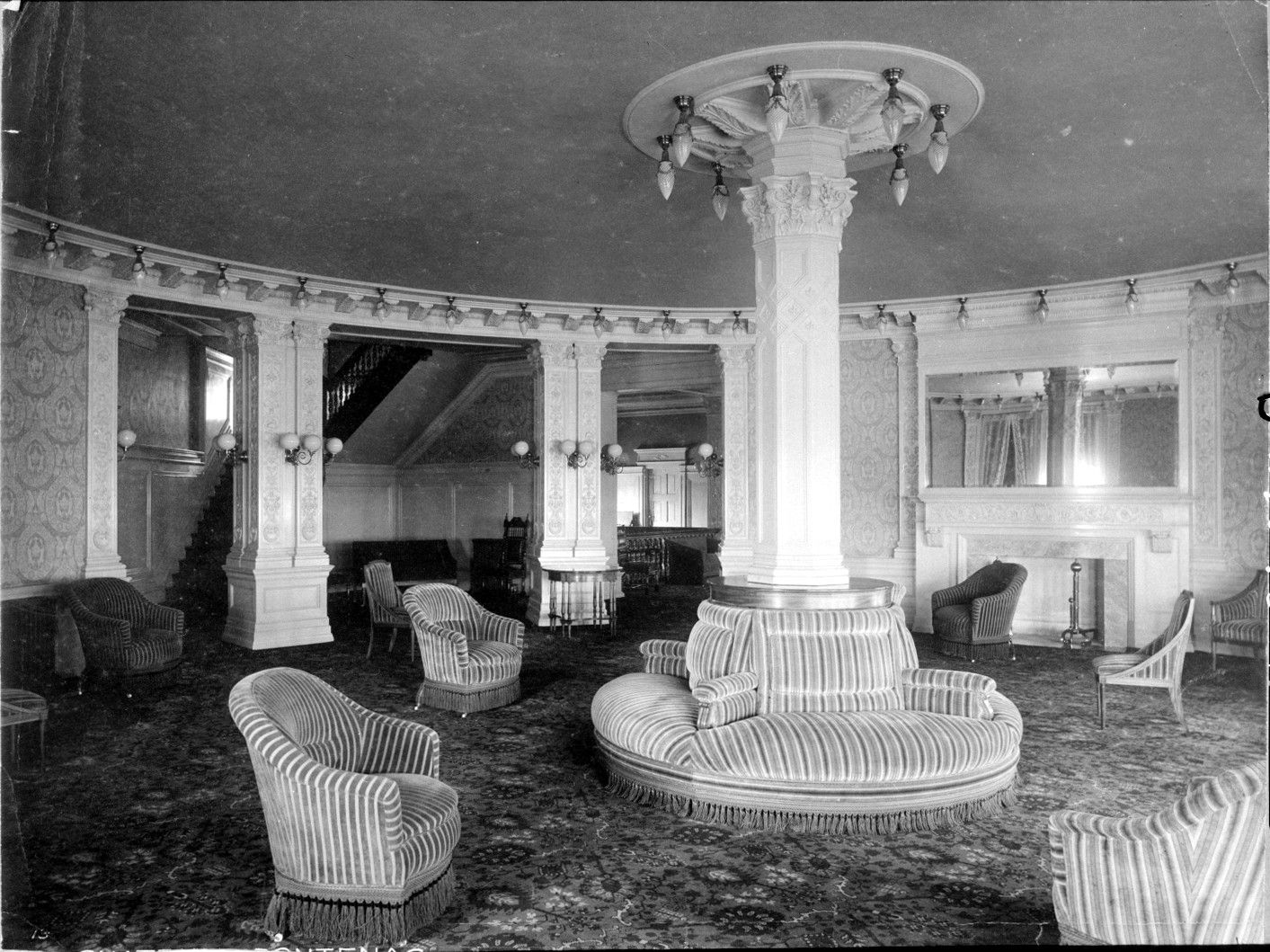
Intérieur du Château Frontenac, vers 1900.

### Conférences de Québec

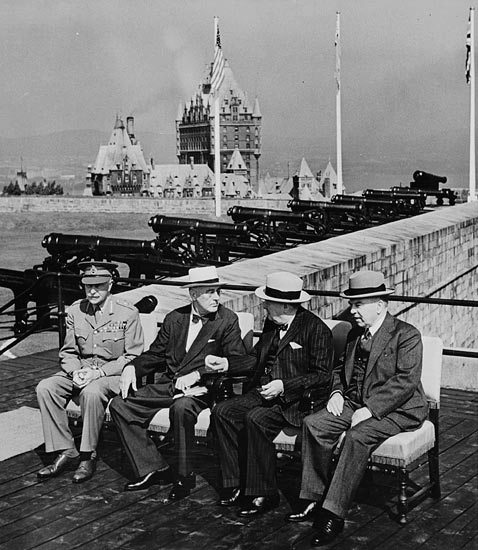
De gauche à droite : Le gouverneur général du Canada Lord Athlone, Roosevelt, Churchill et Mackenzie King à la deuxième conférence de Québec de 1944.

La conférence de Québec du 11 au 24 août 1943 sous le nom de code « QUADRANT » à laquelle Winston Churchill et Franklin D. Roosevelt ont discuté de stratégie pour la Seconde Guerre mondiale. Cette première conférence a été tenue à la Citadelle de Québec tandis qu'une grande partie du personnel restait tout près, au Château Frontenac. William Lyon Mackenzie King a été invité à quelques réunions par courtoisie envers le Canada.
La seconde conférence de Québec de 1944 sous le nom de code « OCTOGONE » était une conférence militaire, également tenue au Château Frontenac et à la Citadelle de Québec, entre les gouvernements britannique, canadien et américain. La conférence a eu lieu du 12 au 16 septembre 1944. Les principaux représentants des Alliés étaient encore Winston Churchill, William Lyon Mackenzie King et Franklin Delano Roosevelt.

## Architecture
Le Château Frontenac compte cinq ailes et une tour centrale. Son plan asymétrique comporte une cour intérieure et sa volumétrie est irrégulière. L'architecte s'est en effet inspiré du relief et a conçu un édifice pouvant être agrandi. L'hôtel est construit en pierres de taille grises et en briques de Glenboig orange, cachant une ossature d'acier.
Plusieurs de ses éléments sont typiques du style Château, tel que la toiture à forte pente, les tours massives et les tourelles circulaires et polygonales, les pignons et lucarnes ornés, les hautes cheminées, la rangée de faux mâchicoulis au-dessus des fenêtres du troisième étage, les matériaux de grande qualité et son cadre spectaculaire. Les toits sont en cuivre.
Les armoiries que l'architecte Eugène-Étienne Taché avait conçues pour Frontenac ont été intégrées à plusieurs endroits de l'hôtel, notamment sur le mur extérieur de l'arche d'entrée. Une pierre datée de 1647, provenant du château Saint-Louis et gravée d'une croix de Malte, est incrustée dans l'arche menant vers la cour. Les vitraux de type Rondel ont été conçus par Edward Maxwell.
L'hôtel a été agrandi à plusieurs reprises en 1908-1909 (plans de Walter S. Painter (en)), 1919 ainsi en 1920-1924 (plans de Edward et W.S. Maxwell). La dernière phase des travaux sur le château s'échelonne de 1992 à 1993, suivant les plans du Groupe ARCOP (en). Le Château Frontenac devient un lieu historique du Canada le 15 janvier 1981; la désignation se réfère uniquement au plan au sol en 1981. L'aile Claude-Pratte est inaugurée en juin 1993.
L'architecture générale de la tour principale du Château Frontenac présente de grandes similitudes avec celle du château de l'Isle-Savary, situé sur la commune de Clion-sur-Indre (France), dont Louis de Buade a été l'un des propriétaires.

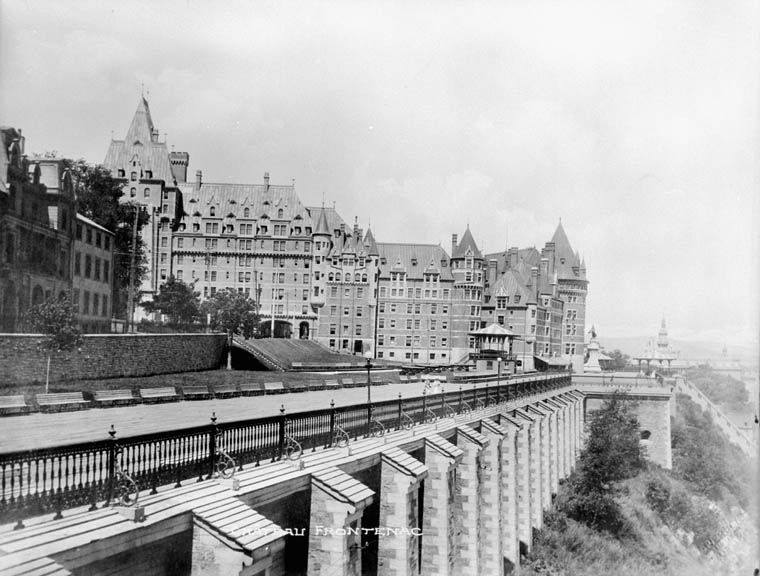
Le Château Frontenac dans la période 1908-1925, avant la construction de sa tour centrale.
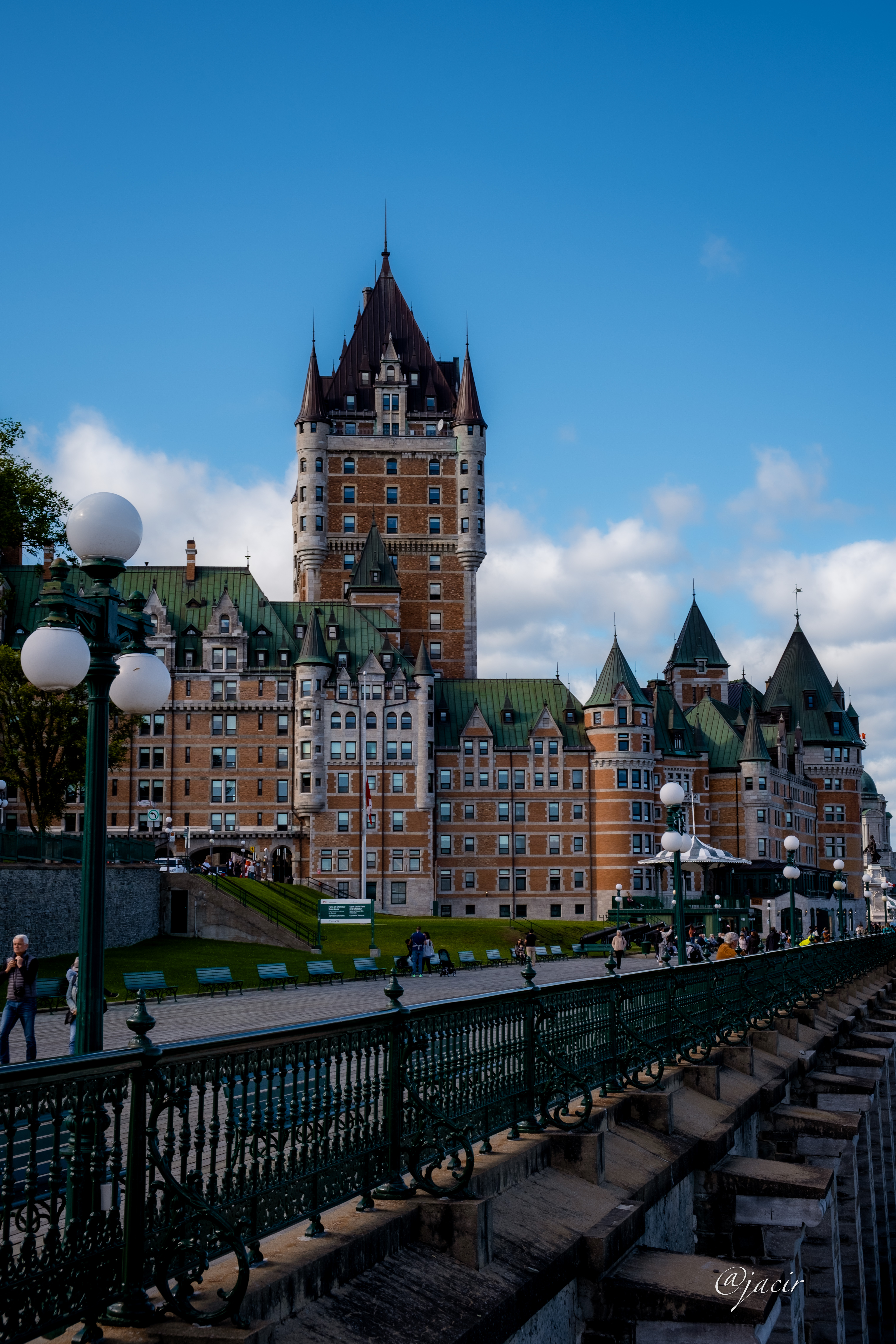
Le château vu depuis la terrasse Dufferin.
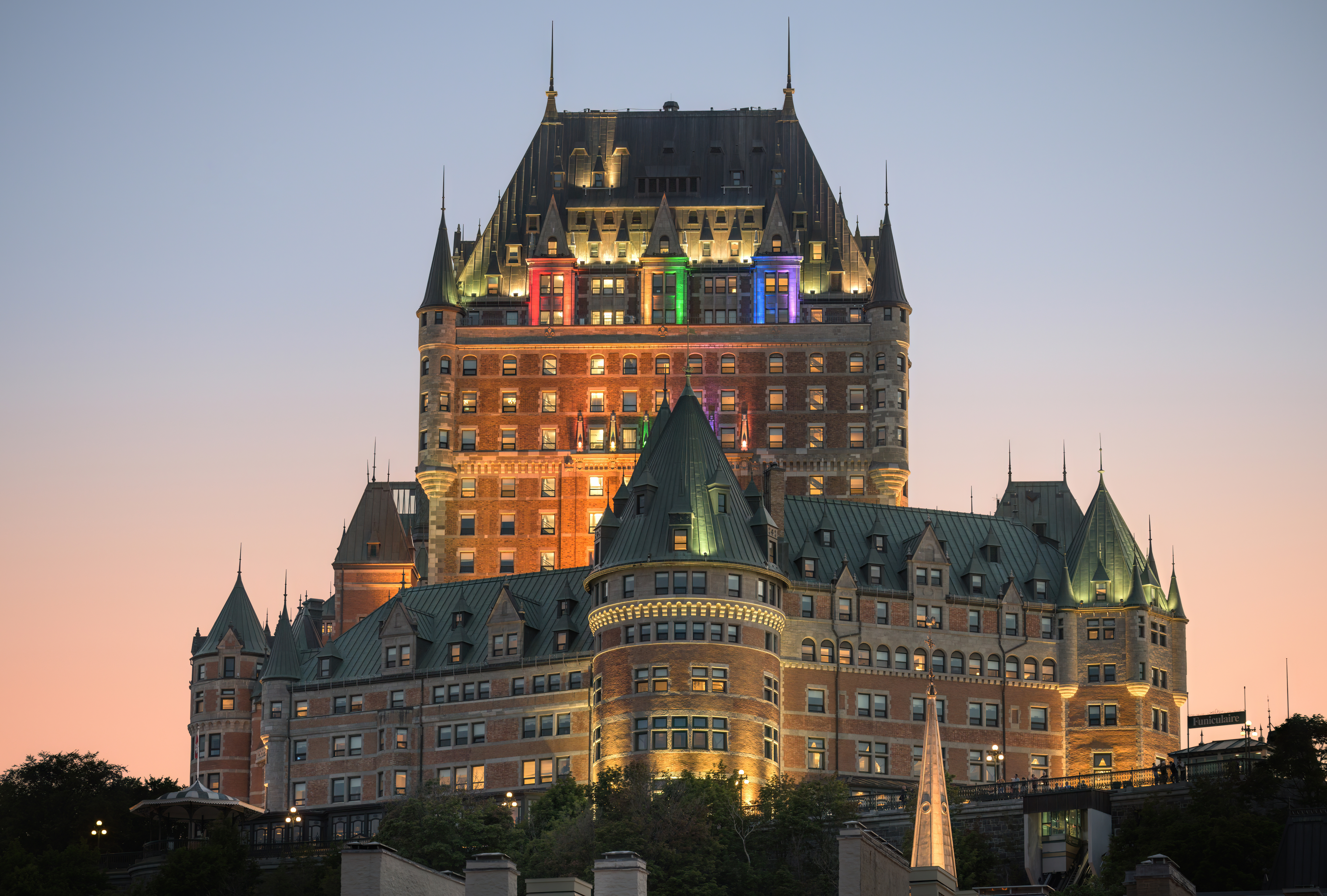
Le Château Frontenac illuminé.
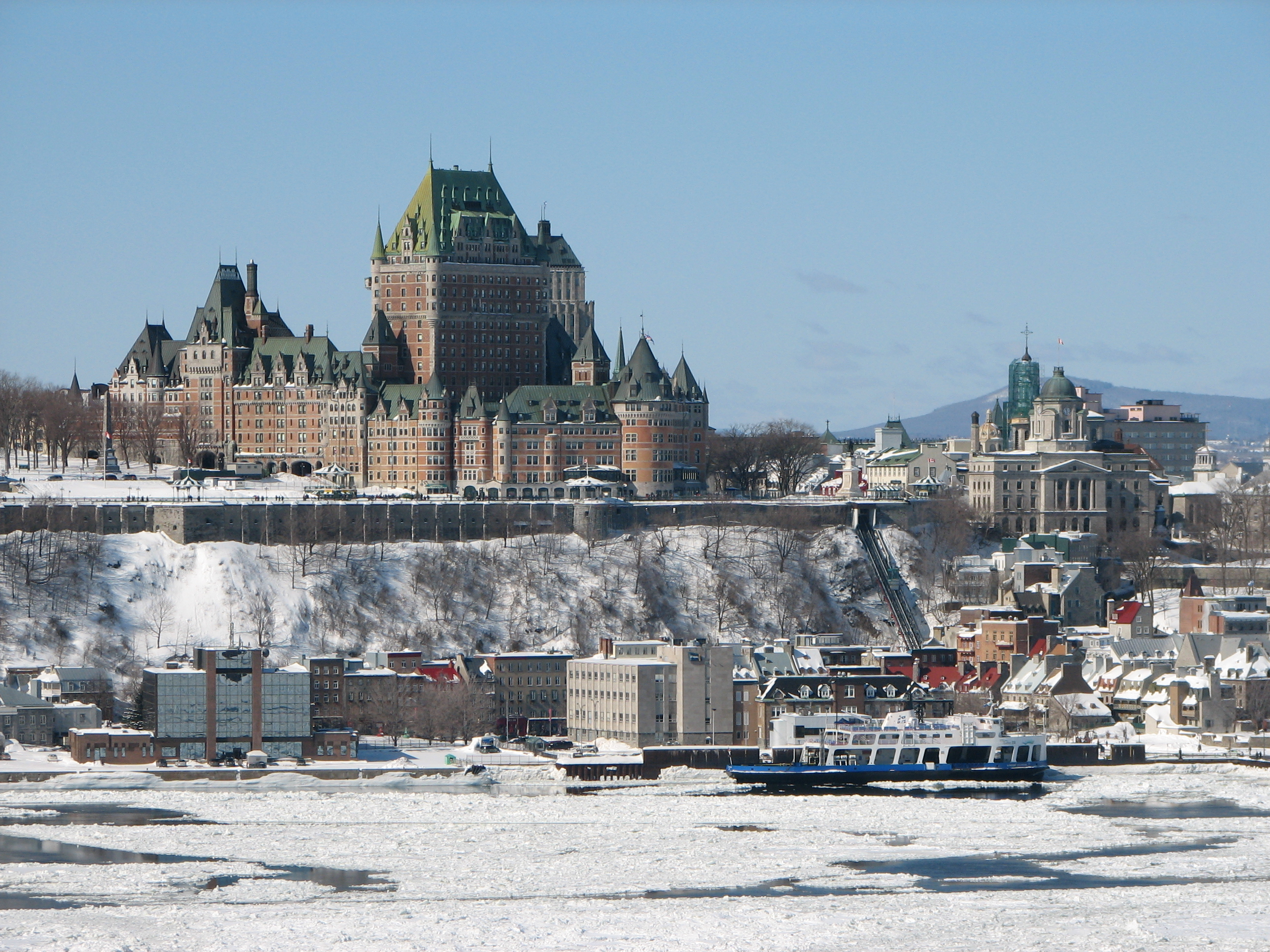
Le Château Frontenac vu de la terrasse de Lévis.
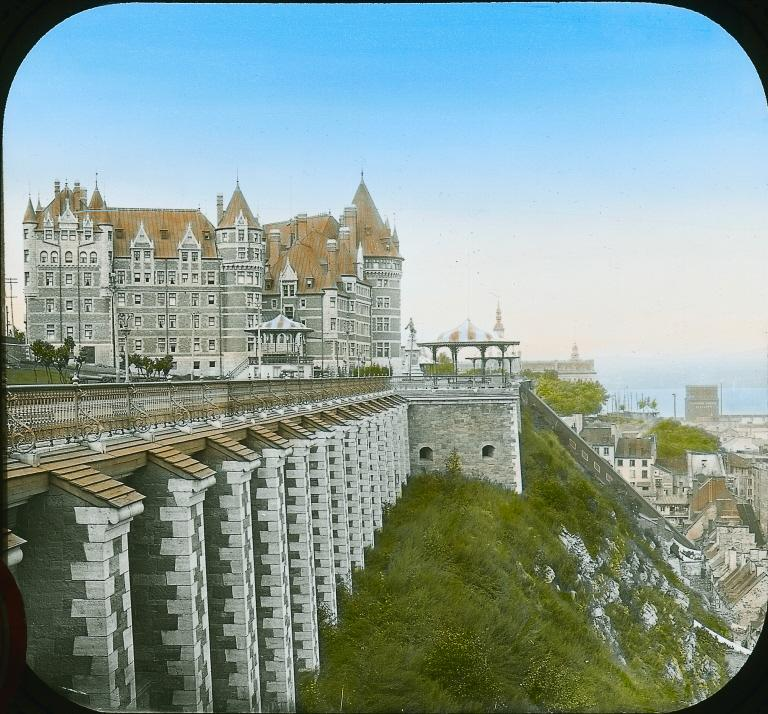
La terrasse Dufferin et le Château Frontenac vers 1895.
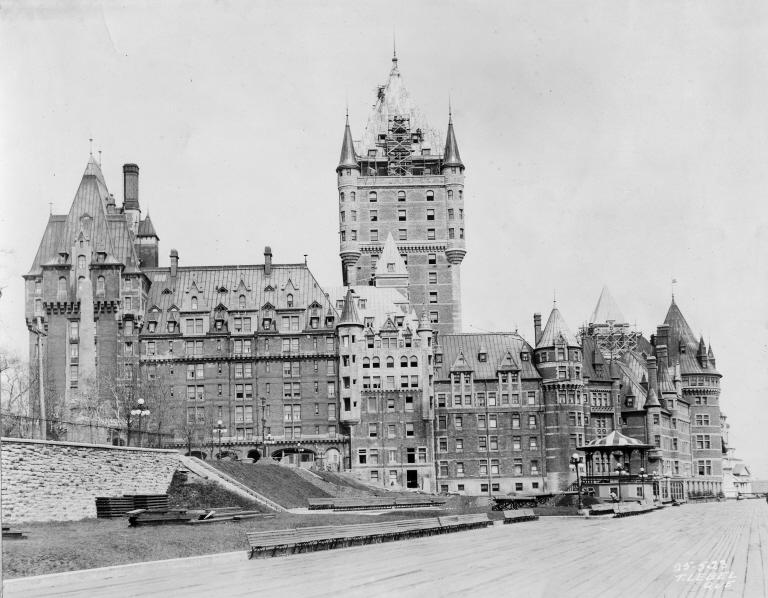
Nouvelle tour en construction en 1922-1923.
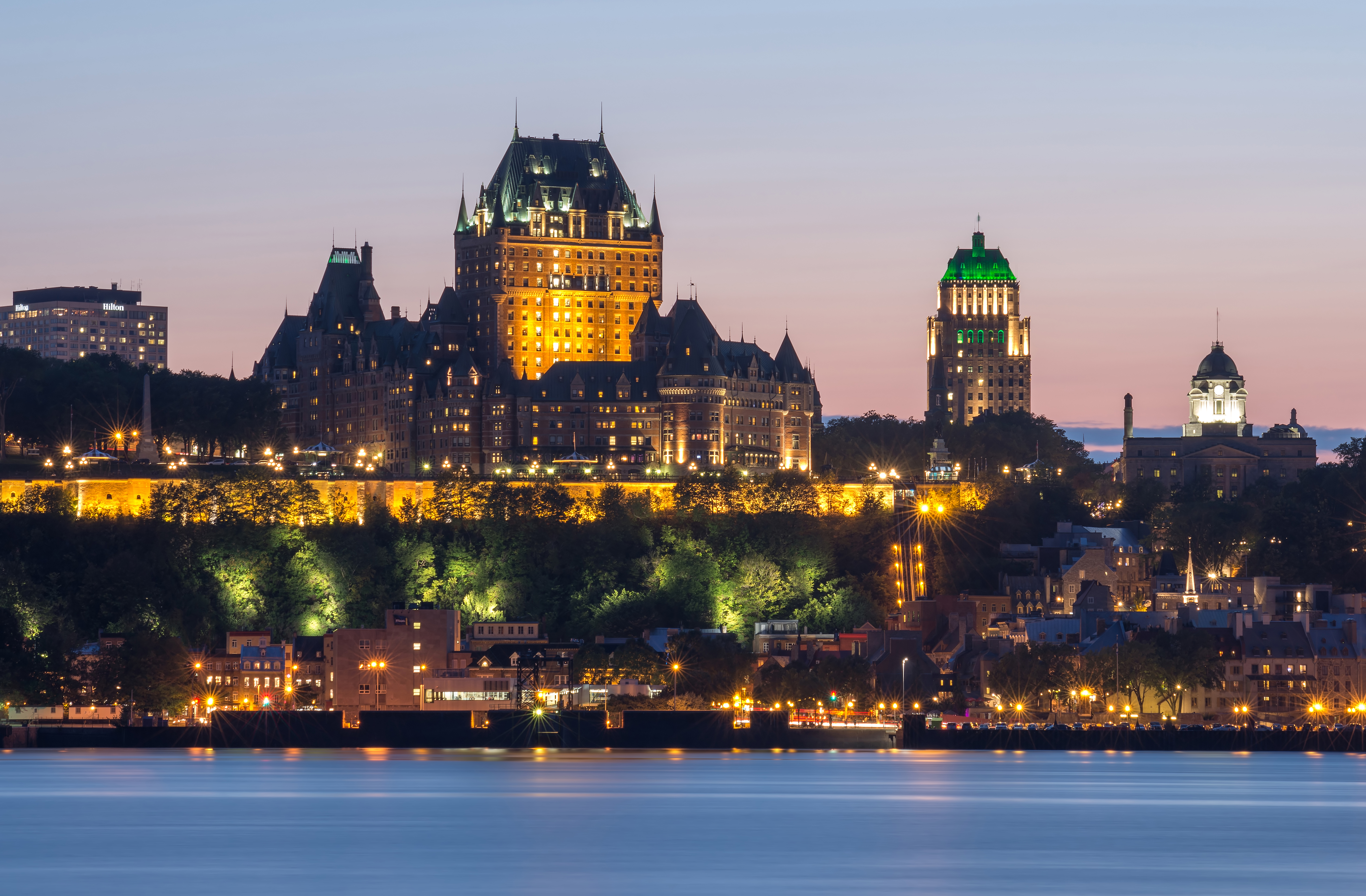
Le château au crépuscule vu de Lévis.
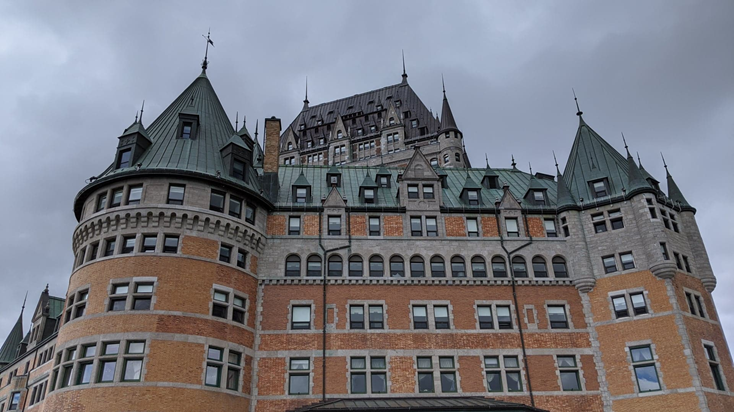
Point de vue en contre-plongée

## Tourisme
Le Château Frontenac porte l'épithète d'« Hôtel le plus photographié dans le monde ». Il est aussi un des monuments les plus associés à la ville de Québec et au Québec dans son ensemble. Selon le Guide Michelin, les meilleurs points de vue pour observer le château sont la terrasse de la ville de Lévis, la citadelle de Québec ou de l'Observatoire de la Capitale situé au 31e étage de l'édifice Marie-Guyart.

Panorama de la ville de Québec depuis Lévis. Le Château Frontenac, avec le Complexe G, à gauche, est l'élément dominant du panorama urbain de la ville.

L'hôtel compte 610 chambres.

## Hommages
Le Château Frontenac fut représenté sur une pièce d'un dollar, en 1981, des dollars du Carnaval de Québec. Ces pièces de monnaie symboliques étaient vendues chez les commerçants du Vieux-Québec durant la tenue du carnaval et leur valeur se terminait à la fin de l'édition du carnaval de l'année de frappe de la pièce.
En 2022, Le Château Frontenac remporte le premier prix pour l'hôtel le plus prestigieux au monde .

## Personnes notables
Plusieurs personnes notables y ont séjourné au courant de l'histoire. On peut penser à l'ancien président français Charles de Gaulle, la chanteuse Céline Dion, la princesse Grace de Monaco et le président américain Franklin D. Roosevelt.
Maurice Duplessis y a vécu pendant qu'il était premier ministre du Québec.